# Nikita Medvedev
Nikita Olegovič Medvedev (in russo Ники́та Оле́гович Медве́дев?; Iževsk, 17 dicembre 1994) è un calciatore russo, portiere del Pari Nižnij Novgorod.

## Carriera
Cresciuto nelle giovanili dello Zenit Iževsk, ha esordito il 29 settembre 2013 in un match pareggiato 0-0 contro l'Oktan Perm'.

## Statistiche

### Presenze e reti nei club
Statistiche aggiornate al 15 febbraio 2017.
| Stagione            | Squadra             | Campionato          | Campionato | Campionato | Coppe nazionali | Coppe nazionali | Coppe nazionali | Coppe continentali | Coppe continentali | Coppe continentali | Altre coppe | Altre coppe | Altre coppe | Totale | Totale | Totale |
| Stagione            | Squadra             | Comp                | Pres       | Reti       | Comp            | Pres            | Reti            | Comp               | Pres               | Reti               | Comp        | Pres        | Reti        | Pres   | Reti   |        |
| ------------------- | ------------------- | ------------------- | ---------- | ---------- | --------------- | --------------- | --------------- | ------------------ | ------------------ | ------------------ | ----------- | ----------- | ----------- | ------ | ------ | ------ |
| 2013-2014           | Zenit Iževsk        | PPF                 | 15         | -12        | CR              | 0               | 0               |                    | -                  | -                  |             | -           | -           | 15     | -12    |        |
| 2014-2015           | Zenit Iževsk        | PPF                 | 25         | -24        | CR              | 1               | -1              |                    | -                  | -                  |             | -           | -           | 26     | -25    |        |
| 2015-gen. 2016      | Zenit Iževsk        | PPF                 | 4          | -5         | CR              | 4               | -2              |                    | -                  | -                  |             | -           | -           | 8      | -7     |        |
| Totale Zenit-Izevsk | Totale Zenit-Izevsk | Totale Zenit-Izevsk | 44         | -41        |                 | 5               | -3              |                    | -                  | -                  |             | -           | -           | 49     | -44    |        |
| gen.-giu. 2016      | Rostov              | PL                  | 0          | 0          | CR              | 0               | 0               |                    | -                  | -                  |             | -           | -           | 0      | 0      |        |
| 2016-2017           | Rostov              | PL                  | 17         | -9         | CR              | 1               | -4              | UCL+UEL            | 0+4                | -3                 |             | -           | -           | 22     | -16    |        |
| 2017-2018           | Lokomotiv Mosca     | PL                  | 0          | 0          | CR              | 1               | -3              | UEL                | 1                  | -2                 | SR          | 0           | 0           | 2      | -5     |        |
| Totale carriera     | Totale carriera     | Totale carriera     | 61         | -50        |                 | 7               | -10             |                    | 5                  | -5                 |             | 0           | 0           | 76     | -65    |        |

## Palmarès

### Club

#### Competizioni nazionali
- Campionato russo: 1

Lokomotiv Mosca: 2017-2018
- Coppa di Russia: 1

Lokomotiv Mosca: 2018-2019
- Supercoppa di Russia: 1

Lokomotiv Mosca: 2019